# 화순군
화순군(和順郡)은 대한민국 전라남도 중앙부에 있는 군이다. 동쪽은 순천시·곡성군, 서쪽은 나주시, 남쪽은 보성군·장흥군·영암군, 북쪽은 광주광역시·담양군·곡성군과 접한다. 도곡면, 춘양면 일대의 화순 고인돌 유적은 전북 고창, 강화도와 함께 유네스코 세계문화유산으로 지정되어 있다. 군청 소재지는 화순읍이고, 행정구역은 1읍 12면이다.

## 역사
마한시대에는 여래비리국(능주·화순), 벽비리국(동북)이었다. 삼국시대 때 화순은 백제의 잉리아현(仍利阿縣)이었다. 신라에 와서 여미현(汝湄縣)으로 고쳤으며 능성군(綾城郡)의 영현(領縣)이 되었다. 고려 때에 화순으로 고쳐 나주에 속하였다. 후에 능성현에 속하고 감무를 두었다.
- 공양왕 2년(1390년): 남평현(南平縣)을 겸했다.
- 조선 태조 3년(1394년): 남평현이 분리되어 따로 감무를 두었다.
- 1396년: 화순현을 동복감무가 관할하면서 동복현의 관할이 되었다.
- 1405년: 동복현의 감무를 화순으로 이전하였다.
- 1407년: 화순현과 동복현을 복순현(福順縣)으로 통합하였다.
- 1413년: 복순현을 화순현으로 개칭하였다.
- 1416년: 화순현과 동복현을 분리하여 동복현에 현감을 두고 화순은 능성현에 편입하여 순성현(順城縣)이 되었다.
- 1418년: 순성현을 다시 능성현과 화순현으로 분리하였다.
- 1435년: 능성현에 편입되었다가 얼마 후 다시 분리되었다.
- 1597년: 임진왜란의 후유증으로 화순현이 폐지되어 능성현에 편입되었다.
- 1611년: 화순현이 다시 설치되었다.
- 1655년: 동복현이 폐지되어 화순현에 편입되었다.
- 1664년: 동복현이 다시 분리되었다.
- 1895년 6월 23일(음력 윤5월 1일): 나주부 화순군으로 개편하였다.[3]

4면 - 읍내면, 서면, 동일도면, 동이도면
- 1896년 8월 4일: 전라남도 화순군으로 개편하였다.[4]
- 1908년 10월 15일: 능주군, 화순군 일원이 능주군으로 통합되었다.
- 1914년 3월 1일: 능주군과 동복군을 화순군으로 통합하고, 군 소재지를 화순으로 정하였다.[5]
- 1914년 4월 1일: 통합된 화순군의 면을 아래와 같이 정하였다.[6]

| 구 행정구역        | 구 행정구역 | 구 행정구역 | 신 행정구역 | 신 행정구역 |
| ------------------ | --- | ----------- | --- | ----------- |
| 능주군             | 주내면(州內面) | 능주면      | 관영리, 남정리, 내리, 석고리, 잠정리, 정남리                                                                                   |             |
| 능주군             | 회덕면(懷德面) | 능주면      | 광사리, 만수리, 만인리, 백암리, 원지리, 천덕리                                                                                 |             |
| 능주군             | 부춘면(富春面) 가승동/봉무리/람덕리동, 지동/대치리/내신리/외신리, 부춘동/금곡리, 간리/(단양면) 당산리, 석정리, 용두리, 우봉리, 광대촌/점촌/임동/화곡리, 회화리/칠송리 | 춘양면      | 가봉리, 대신리, 부곡리, 산간리, 석정리, 용두리, 우봉리, 화림리, 회송리                                                         |             |
| 능주군             | 단양면(丹陽面) 가동/사동/동촌리, 변동/개천동, 장곡리/단양리/해하리, 통안리/용계리/천곡리, 문치리/옥평리/월산리 | 춘양면      | 가동리, 변천리, 양곡리, 용곡리, 월평리                                                                                         |             |
| 능주군             | 세청면(世淸面) 세청동/선하동, 해동촌/차동 일부, 어촌/금동, 차동 일부, 구암리, 한한동/목단동/순지동 | 청풍면      | 세청리, 신리, 어리, 차리, 풍암리, 한지리                                                                                       |             |
| 능주군             | 신풍면(申豐面) 대비동, 백운리/복룡촌, 석치리/조항리/신풍리, 내만리/외만리, 청용동 | 청풍면      | 대비리, 백운리, 신석리, 이만리, 청용리                                                                                         |             |
| 능주군             | 오도면(吾道面) 미곡리, 덕리/율치리/유신동, 주도리 일부/(서면)분토동 일부, 죽청리 | 도곡면      | 미곡리, 신덕리, 주도리, 죽청리                                                                                                 |             |
| 능주군             | 대곡면(大谷面) 중대곡리/내대곡리/외대곡리, 옥계촌/쌍정리/점촌/석교촌, 월곡리/유곡리/양정리, 평촌/노구촌, 효자촌/모산리 | 도곡면      | 대곡리, 쌍옥리, 월곡리, 평리, 효산리                                                                                           |             |
| 능주군             | 화남면(花南面) 이곡리/덕산리, 호동리/(대곡면)성산리, 원동리/화남리/(서면)원화리 일부, 백암리/월치리/온천리 | 도곡면      | 덕곡리, 신성리, 원화리, 천암리                                                                                                 |             |
| 능주군             | 도장면(道莊面) 도장리, 벽동/봉동/죽동/야산리, 운포리/월포리/주례리/화포리 일부, 통정리/동두리/권동/옥동, 정천리, 월전리/탕곡리/지장리, 신정리/제정리/천태리/안성리 | 도암면      | 도장리, 벽지리, 운월리, 원천리, 정천리, 지월리, 천태리                                                                         |             |
| 능주군             | 호암면(虎巖面) 오치리/대초리, 등광리, 봉학동/청소리/상수락리/하수락리/하고기리 일부, 상룡리/하룡리/신석리/구석리/(남평군 다소면) 구다리 일부, 상고기리/왕정리 일부, 우치리, 행동/(남평군 다소면) 도롱리 일부, 호암리/덕산리 | 도암면      | 대초리, 등광리, 봉하리, 용강리, 왕정리, 우치리, 행산리, 호암리                                                                 |             |
| 능주군             | 송석면(松石面) 성곡리/강정리/천천리, 인물리/금릉리, 어대동/묵곡리/도량리/월암리/월치리, 건천리/용반촌/오룡동/고암촌, 연동/오류촌/조평리, 옥동/상촌, 장치동/운수동/용암리, 청령리/봉하리/품평리 | 송석면      | 강성리, 금능리, 묵곡리, 용반리, 오류리, 옥리, 장치리, 품평리                                                                   |             |
| 능주군             | 도림면(道林面) 람덕촌/봉서촌/괴화동/구례동/상촌, 상매리/하매리, 기운동/활룡동/송정리, 쌍봉리, 연화동/상추동/하추동, 율계리/정장리/장산리/도림촌, 신양리/이양리, 서원동/은사동/증동, 상초리/하초리/대덕동 | 도림면      | 구례리, 매정리, 송정리, 쌍봉리, 연화리, 율계리, 이양리, 중리, 초방리                                                           |             |
| 능주군 (舊 화순군) | 읍내면(邑內面) 강정리 일부, 상광덕리/하광덕리/덕촌, 교리, 월정리/다산리/상지곡리/하지곡리, 상대동/하대동 일부/주암리 일부/(서면) 하천리 일부, 동구리, 상천리/만연동, 백량리/이식정리/성내리/상삼천리/하삼천리/도방동 일부, 신기촌, 경정리/유천리/백운촌, 압곡리/이십곡리, 용곡리/순곡리/일심동, 향청리/중주리, 훈동/비각리                      | 화순면      | 강정리, 광덕리, 교리, 다지리, 대리, 동구리, 만연리, 삼천리, 신기리, 유천리, 이십곡리, 일심리, 향청리, 훈리                     |             |
| 능주군 (舊 화순군) | 서면(西面) 감한리/도방동 일부, 계량리/소곡리/평촌, 내촌/평림리, 나곡리/하천리/(읍내면)하대동 일부/주암리 일부, 양촌/연동/(읍내면)강정리 일부, 태곡리/분토동 일부/(오도면)주도리 일부, 세량동[세양동], 쌍계동/앵무동/서동/화남리 일부 | 서면        | 감도리, 계소리, 내평리, 벽라리, 연양리, 서태리, 세량리, 앵남리                                                                 |             |
| 능주군 (舊 화순군) | 동면(東面) 경현리/묘치리, 굴동, 구수동/대포곡리/대암리, 마산리, 가로리/무포동, 신원동/백동/용생리, 복림촌/구암리, 오성동/상서암리/하서암리/오도미리 일부, 수만동/신기리/수촌/(광주군 지한면) 중지리/강치리, 언동/오도미리 일부, 오곡리/동림동, 옥림동/호동/운산리, 운곡리/농소리/정동, 철장리 일부/찰동, 성덕리/십천동/천동/철장리 일부, 청궁리 | 동면        | 경치리, 국동리, 대포리, 마산리, 무포리, 백용리, 복암리, 서성리, 수만리, 언도리, 오동리, 옥호리, 운농리, 장동리, 천덕리, 청궁리 |             |
| 동복군             | 읍내면(邑內面) | 동복면      | 가수리, 구암리, 독상리, 연둔리, 연월리, 신율리, 안성리, 유천리, 읍애리, 천변리, 칠정리, 한천리                                 |             |
| 동복군             | 내서면(內西面) 갈두리, 월정리/상신리 일부/보령리 일부/인동 일부, 안심리/상반리/사마리 일부, 영신리/하장복리/보령리 일부/상신리 일부/유평리 일부/석인리 일부/(광주군 지한면) 장복리 일부, 용계리/송계리/유평리 일부/인동 일부/석인리 일부/상신리 일부                                                                                            | 이서면      | 갈두리, 보월리, 안심리, 영평리, 인계리                                                                                         |             |
| 동복군             | 외서면(外西面) 존도리/석복리/학당리 일부/석림리 일부/(외서면) 야사리 일부, 보암리/난산리 일부, 서촌 일부, 산사리/태평리/용호리/갑동/사마리 일부/야사리 일부/(내서면) 석림리 일부, 경산리/장월리/월평리/난산리 일부/서촌 일부, 장항리/학당리 일부, 창량리/물염리 일부                                                                            | 이서면      | 도석리, 보산리, 서리, 야사리, 월산리, 장학리, 창랑리                                                                           |             |
| 동복군             | 내북면(內北面) 걸생리 일부, 웅곡리/상다리/하다리/모로리 일부, 내호리/도천리 일부/(외북면) 외호리, 조항리/노항리/송치리, 수리 일부/상곡리 일부, 용촌리/약수리/수촌리 일부/상곡리 일부/걸생리 일부, 와촌리/모로리 일부, 학천리/도천리 일부 | 내북면      | 길성리, 다곡리, 노기리, 노치리, 수리, 용곡리, 와천리, 이천리                                                                   |             |
| 동복군             | 외북면(外北面) 남치리/반곡리 일부, 월곡리/반석리 일부/맹촌리 일부/(창평군 대면) 월산리 일부, 양지리/항기리/신평리/방촌리/송단리 일부, 동유리/서유리/맹촌리 일부, 평지리/강예리/흑석리/송단리 일부, 압곡리/구수리/옥동/외예리 일부, 외예리 일부/(내서면) 물염리 일부, 원촌리                                                                     | 외북면      | 남치리, 맹리, 방리, 서유리, 송단리, 옥리, 외애리, 원리                                                                         |             |
| 동복군             | 내남면(內南面) 삼거리/남방리/대전리 일부, 밀양리/삼산리/평촌리/중촌리/신암리 일부/(읍내면) 둔동 일부, 다공리/야동/도마리/송암리 일부/주평리 일부, 복동/석교리, 사수리/송정리/두강리/대전리 일부/장선리 일부, 용안리/주평리 일부, 수청리/산막리/유동, 장선리 일부/고사리 일부/송암리 일부/(외남면) 사평리 일부, 주소리/삼미리/대전리 일부        | 내남면      | 남계리, 내리, 다산리, 복교리, 사수리, 용리, 유마리, 절산리, 주산리                                                             |             |
| 동복군             | 외남면(外南面) 검산리/화산리/석복리 일부/쌍룡리 일부, 대곡리/청룡리/대원리/사동/쌍룡리 일부, 포란리/벽송리 일부, 원진리 일부/사평리 일부/벽송리 일부, 송산리 일부/운산리 일부/(능주군 한천면) 정산촌 일부/사우동 일부, 원동/석복리 일부/월산리 일부, 영동/신동/오룡리/동천리/장전리/원진리 일부/(내남면) 고사리 일부                            | 외남면      | 검산리, 대곡리, 벽송리, 사평리, 운산리, 원리, 장전리                                                                           |             |
17면 - 능주면, 춘양면, 청풍면, 도곡면, 도암면, 화순면, 한천면, 서면, 동면, 송석면, 도림면, 동복면, 이서면, 내북면, 외북면, 내남면, 외남면
- 1932년 11월 1일: 서면을 화순면에 편입하고, 도림면·송석면을 이양면으로, 내북면·외북면을 북면으로, 내남면·외남면을 남면으로 합면하였다. (13면)
- 1963년 1월 1일: 화순면을 화순읍으로 승격하였다.[7] (1읍 12면)
- 1966년 5월 18일: 영외, 묵곡, 용강출장소를 각각 설치하였다.[8]
- 1973년 7월 1일: 동면 수만리를 화순읍에 편입하였다.[9]
- 1983년 2월 15일: 도곡면 주도리를 화순읍에 편입하였다.[10]
- 1998년 10월 1일: 묵곡, 용강출장소를 폐지하였다.[11]
- 2020년 1월 1일: 북면을 백아면(白鵝面)으로, 남면을 사평면(沙坪面)으로 개칭하였다.
- 2022년 12월 31일 : 화순읍민원출장소 설치하였다.

## 지리
전라남도의 중앙부에 위치하며 서쪽의 하천 유역을 제외하면 해발 고도 400∼900ｍ의 산지로 되어 있다. 소백산맥의 지맥 무등산맥(無等山脈)이 연연히 솟아 무등산(1,187ｍ)·모후산(母後山：919ｍ)·백아산(白鴉山：804ｍ)·천운산(天雲山：602ｍ)·화학산(華鶴山：614ｍ) 등 높은 산의 기복이 많아 대체로 산악 지대를 이루고 있는 한편 영산강과 섬진강의 여러 지류가 흘러 유역에는 비교적 넓은 평지가 있고 관개가 편하다.

### 기후
대체로 온난한 편이나 내륙지방에 위치해 있기 때문에 기온의 교차가 비교적 심한 대륙성 기후이다. 연평균 기온 12.6°C, 1월 평균 기온 0.7°C, 8월 평균 기온 26.1°C이고, 연평균 강수량은 1,350 mm이다.

## 행정 구역
화순군의 행정 구역은 1읍 12면 188법정리로 구성되어 있다. 전체 면적은 786.91 km2로, 전라남도의 6.38%를 차지한다. 인구는 2017년 12월 말 주민등록 기준으로 6만4680 명, 2만9671 가구이고, 그 중 62.1%가 화순읍에 거주한다.

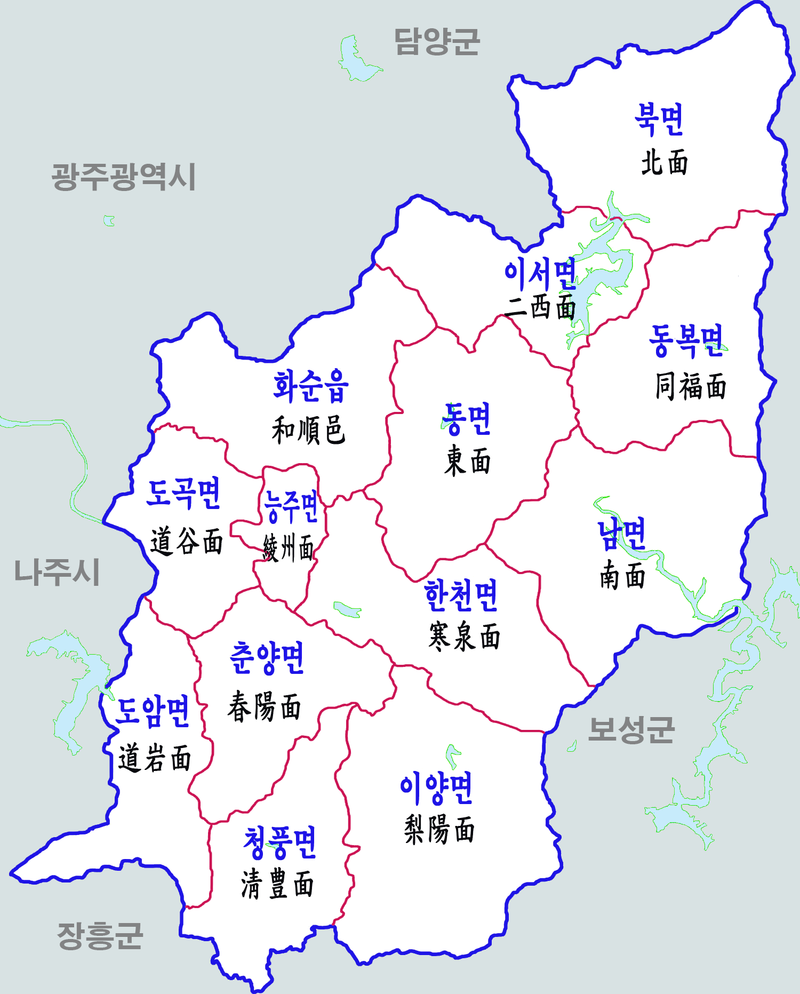
화순군 행정구역 (북면=백아면 남면=사평면)

| 읍면동 | 한자   | 면적  | 인구   | 세대   |
| ------ | ------ | ----- | ------ | ------ |
| 화순읍 | 和順邑 | 69.65 | 40,193 | 16,230 |
| 한천면 | 寒泉面 | 65.27 | 1,413  | 792    |
| 춘양면 | 春陽面 | 49.92 | 1,951  | 1,070  |
| 청풍면 | 淸豊面 | 50.19 | 1,096  | 667    |
| 이양면 | 梨陽面 | 92    | 1,954  | 1,112  |
| 능주면 | 綾州面 | 15.87 | 3,486  | 1,690  |
| 도곡면 | 道谷面 | 38.17 | 2,973  | 1,578  |
| 도암면 | 道岩面 | 50.9  | 1,485  | 861    |
| 이서면 | 二西面 | 52.71 | 975    | 564    |
| 백아면 | 白鵝面 | 85.4  | 1,674  | 972    |
| 동복면 | 同福面 | 62.96 | 1,730  | 978    |
| 사평면 | 沙坪面 | 86.55 | 2,260  | 1,255  |
| 동면   | 東面   | 67.04 | 3,490  | 1,902  |
| 화순군 | 和順郡 | 786.9 | 64,680 | 29,671 |

## 군청
- 현재 화순군청은 전라남도 화순군 화순읍에 위치하고 있다.

## 인구
화순군의 연도별 인구 추이
| 연도   | 총인구    |  |
| ------ | --------- |  |
| 1960년 | 134,547명 |  |
| 1966년 | 150,998명 |  |
| 1970년 | 138,534명 |  |
| 1975년 | 130,410명 |  |
| 1980년 | 107,405명 |  |
| 1985년 | 91,998명  |  |
| 1990년 | 86,697명  |  |
| 1995년 | 63,816명  |  |
| 2000년 | 72,162명  |  |
| 2005년 | 67,948명  |  |
| 2010년 | 62,219명  |  |

## 산업

### 농업
농업이 주업으로 주요 농산물은 쌀이 80%를 차지하며 보리·콩·팥·면화·삼·담배와 양봉·양잠, 소의 사육 및 죽세공품 등이 생산된다. 특산물은 복숭아·방울토마토·배·느타리버섯·단감·참외·누에·포도·더덕·파프리카·영지버섯·표고버섯·마포 등이 유명하다.

### 광업
산지가 75%나 되어 석탄을 비롯한 석회석·고령토·규석·납석 등 지하자원이 많이 매장되어 있다. 소량의 금 외에 특히 고생대 평안 누층군이 분포하는 화순탄전이 있어 무연탄의 매장량과 생산량이 많다. 총매장량은 약 3,600만t이며, 이 중 가채매장량은 약 1,700만t 정도로 추정된다. 1989년에 최대생산량이 연 70만t가량 기록했으며, 주로 서울·부산·광주 등에 공급되었다.
1993년 이후 민영탄광은 문을 닫고, 대한석탄공사 화순광업소에서만 채광작업을 하고 있다. 그러나 2023년 4월 27일 대한석탄공사측에서 조기 폐광을 위한 예비 신청서를 내고 사실상 추가 생산을 종료한다. 6월 30일, 개광 118년만에 공식적으로 생산종료되었다.

## 교통

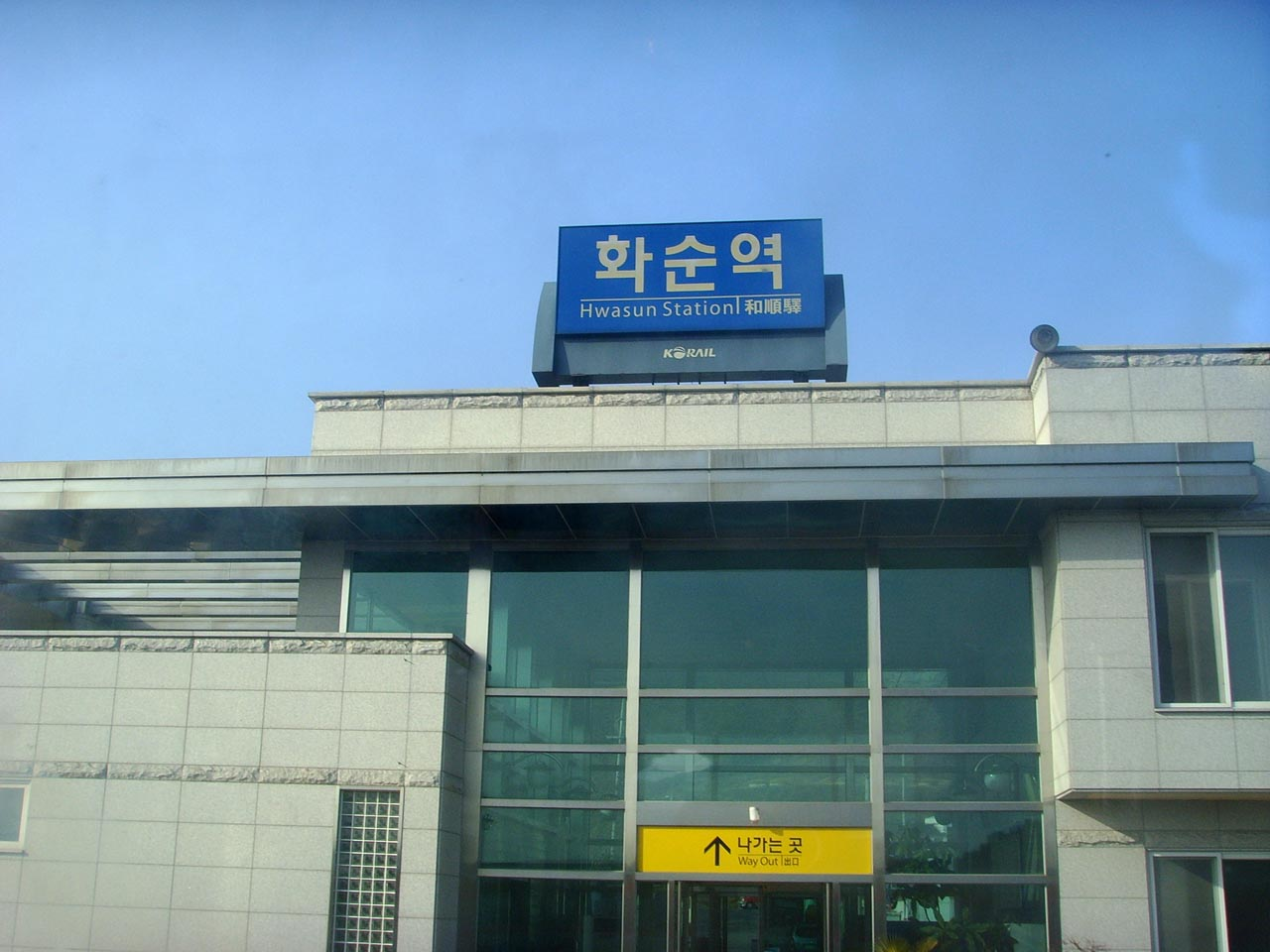
경전선이 통과하는 화순역

경전선이 남북으로 종주하고 장동리(壯東里)에 이르는 화순선이 화순역에서 분기한다. 국도는 장동리에서 광주·순천·벌교의 3방면으로 통하고 국도 29호선, 국도 제22호선이 지난다. 호남선에서 분기한 경전선이 군 내를 통과한다. 기타 도로도 비교적 잘 정비되어 편리한 편이다.
광주와의 대중교통편은 시내버스를 포함하여 매우 빈번하나, 기타 지역과의 대중교통은 거의 대부분 광주에 의존하고 있다.
광주 거점의 고속버스 운송업체 금호고속의 차적지가 화순군이다.

## 문화·관광

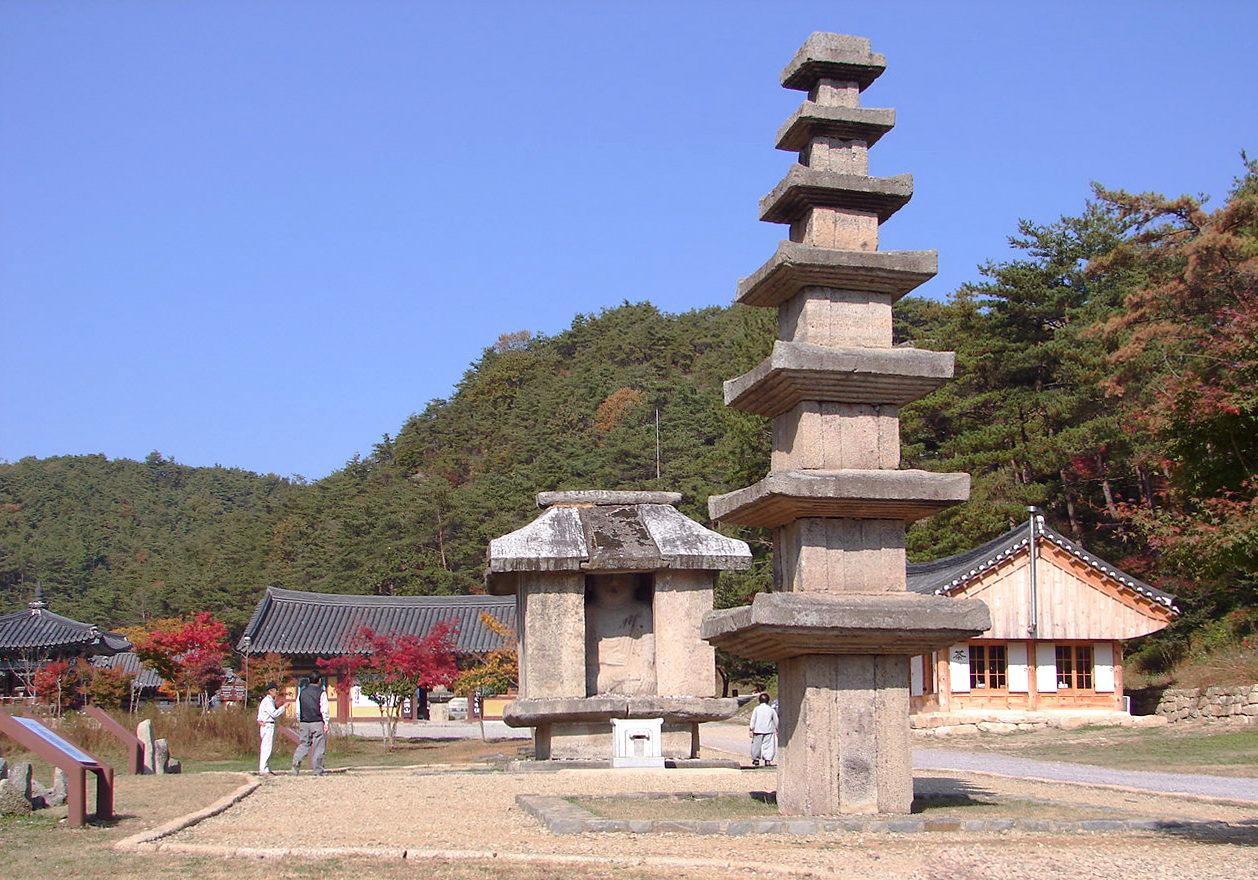
운주사

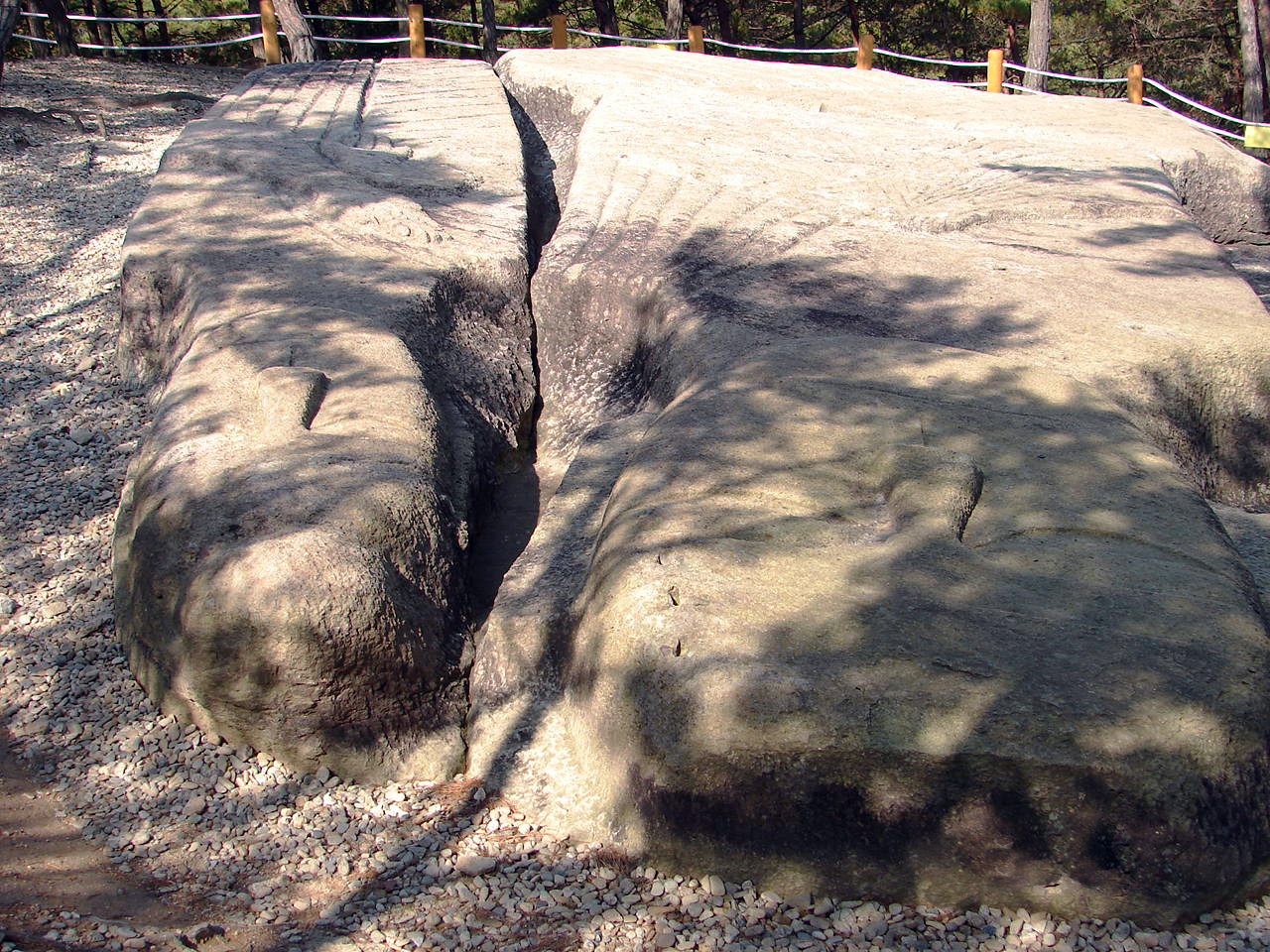
운주사 와불

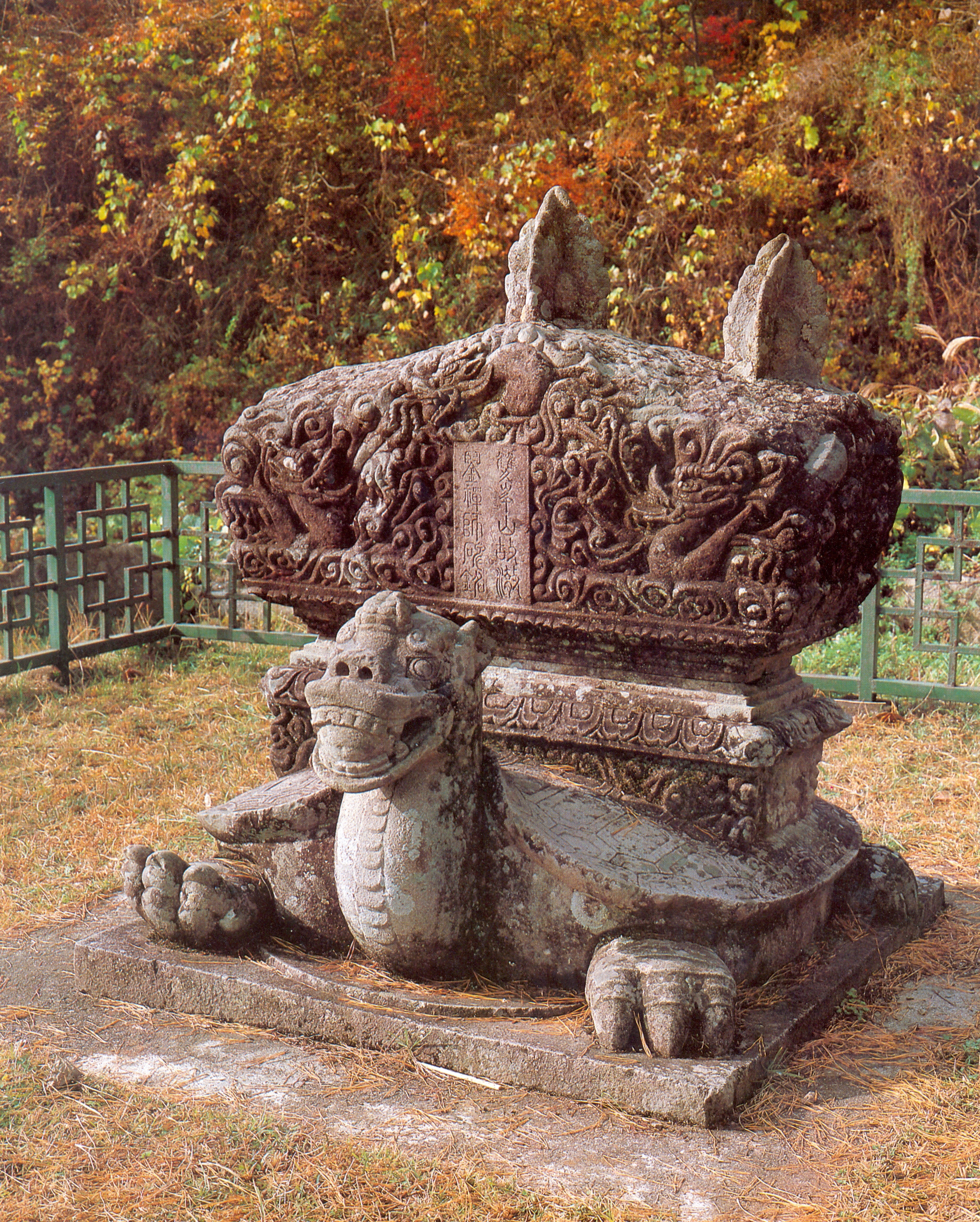
쌍봉사 철감선사탑비

능주면 일대에는 역사적 유적지가 비교적 많은데, 특히 조선 중종 때 개혁 정치를 폈던 정암 조광조가 귀양 와서 죽음을 당한 터와 적려유허추모비가 있다. 동복면에는 깎아지른 듯한 절벽과 맑은 물로 유명한 적벽이 있다. 그 밖에 남면 벽송리에 화순 고인돌군, 북면 백아산에 천연 동굴이 있다. 천태산에는 비자나무 숲과 수령이 500년이 넘는 나무들이 있다. 관광자원으로는 도암면에 있는 운주사를 비롯해 만연사·쌍봉사·유마사·개천사가 있다. 고려시대에 세운 것으로 알려진 운주사에는 석불과 석탑이 많다. 그 밖에 오성산성·예산산성·철옹산성·물염정·화순적벽이 관광지로 알려져 있다. 1995년에는 화순온천과 도곡온천이 개장되었다.
- 적벽(赤壁)
- 운주사(雲住寺)
- 쌍봉사(雙峰寺)
- 무등산
- 도원서원

동복면 연월리 도수동 915번지 소재. 최산두가 기묘사화로 화를 입고 동북으로 유배되어 이곳 도수동에서 은거하면서 후학을 양성하고 당시 문인들과 교분을 두텁게 하며 이곳에서 일생을 마치자 후세 사람들이 최산두, 안방준, 임억령, 정구 네 분을 모시고 향사를 모셨다.
- 화순한천농악

전라남도 무형문화재 제6호. 여기서 한천은 화순군 한천면이 아닌 화순군 동복면 한천리이다. 동복면 한천리에 한천농악전수관이 건립되어 있다.

## 교육 기관
- 고등학교

|  | - 능주고등학교 | - 화순고등학교 | - 전남기술과학고등학교 | - 화순이양고등학교 |

- 중학교

|  | - 능주중학교 - 화순도곡중학교 | - 화순도암중학교 - 화순동면중학교 | - 화순동복중학교 - 화순북면중학교 | - 화순사평중학교 - 화순이양중학교 | - 화순제일중학교 - 화순중학교 |

- 초등학교

|  | - 능주초등학교 - 도곡중앙초등학교 | - 도곡초등학교 - 동면초등학교 | - 동복초등학교 - 사평초등학교 | - 아산초등학교 - 이양초등학교 | - 천태초등학교 - 청풍초등학교 | - 춘양초등학교 - 한천초등학교 | - 화순만연초등학교 - 화순오성초등학교 | - 화순제일초등학교 - 화순초등학교 |

## FM 라디오 주파수 방송 목록
- 88.3 - 전주KBS 제1라디오 (구례 노고단)
- 89.1 - 목포MBC 표준FM (해남 대둔산)
- 89.7 - BBS 광주불교방송 (광주 무등산)
- 90.5 - 광주KBS 제1라디오 (광주 무등산)
- 91.5 - 광주MBC FM4U (광주 무등산)
- 92.3 - 광주KBS 클래식FM (광주 무등산)
- 93.1 - febc 광주극동방송 (광주 무등산)
- 93.9 - 광주MBC 표준FM (광주 무등산)
- 94.7 - 남도국악방송 (해남 대둔산)
- 95.1 - 광주MBC FM4U (구례 노고단)
- 95.5 - 광주KBS 제2라디오 해피FM (광주 무등산)
- 96.5 - KFN 라디오 (광주 무등산)
- 97.3 - TBN 광주교통방송 (광주 무등산)
- 98.1 - 광주CBS 음악FM (광주 무등산)
- 98.7 - GGN 글로벌광주방송 (광주 무등산)
- 99.3 - 광주국악방송 (광주 무등산)
- 99.9 - cpbc 광주가톨릭평화방송 (광주 무등산)
- 101.1 - kbc MyFM (광주 무등산)
- 101.7 - 전주MBC 표준FM (구례 노고단)
- 102.3 - 목포MBC FM4U (목포 양을산)
- 103.1 - 광주CBS 표준FM (광주 무등산)
- 104.1 - EBS 라디오 (해남 대둔산)
- 104.5 - 전주KBS 클래식FM (구례 노고단)
- 105.3 - EBS 라디오 (광주 무등산)
- 105.9 - 목포KBS 제1라디오 (해남 대둔산)
- 106.7 - EBS 라디오 (목포 양을산)
- 107.5 - EBS 라디오 (구례 노고단)
- 107.9 - WBS 광주원음방송 (광주 무등산)

## 자매결연도시[17]
- 미국 미국 네바다주 라스베이거스
- 중국 중국 절강성 천태현
- 대한민국 서울 특별시 양천구
- 대한민국 부산 광역시 사하구